# Document
『document』（ドキュメント）は、2008年11月19日にunder_barから発売されたcinema staffの1stミニアルバム。

## 収録曲
1. AMK HOLLIC（エーエムケー・ホリック）
  - 曲タイトルのAMKとは辻、三島、久野が所属していた南山大学の音楽サークルであるアメリカ民謡研究会のことであり、歌詞の内容はその部室の様子について書かれている。
2. ローリング
3. サイクル
4. 優しくしないで
5. 部室にて
  - CDをiTunesに落とすと「部屋にて」と表示されるが、正しいタイトルはブックレットの通り「部室にて」である。
6. KARAKURI in the skywalkers